# John Martin Bengtsson
John Martin Bengtsson, född 3 juni 1974 i Eslöv, är en svensk skådespelare och sångare.

## Biografi
John Martin Bengtsson utbildades vid Heleneholms Musikgymnasium i Malmö 1990–1993. Ursprungligen hade han tänkt utbilda sig på elorgel, men då ingen lärare fanns för den utbildningen sökte han in till sånglinjen och blev antagen. Han debuterade som 19-åring som Joseph i Andrew Lloyd Webbers Joseph and the Amazing Technicolor Dreamcoat på Linneateatern i Växjö. Därefter medverkade han i ytterligare nio musikaler vid Linneateatern, bland annat Evita, La Cage Aux Folles och West Side Story. 1995 var han med och startade dansbandet Stensons. 2002 slutade han sitt jobb i klädaffär för att koncentrera sig på sin sångkarriär. 2009–2015 var han medlem i vokaltrion Eclipse. Han har också medverkat i många konsertsammanhang, i radio och tv samt dubbade Disney-filmer.
Han är gift med Ylva Linnér, med vilken han har tre barn.

## Priser och utmärkelser
2019 utsågs han till Årets kulturpristagare av Växjö kommun, för särskilt värdefulla insatser inom kulturområdet.

## Teater

### Roller (ej komplett)
| År   | Roll                                     | Produktion                                                                                     | Regi                                | Teater                        |
| ---- | ---------------------------------------- | ---------------------------------------------------------------------------------------------- | ----------------------------------- | ----------------------------- |
| 1993 | Joseph                                   | Joseph and the Amazing Technicolor Dreamcoat Andrew Lloyd Webber och Tim Rice                  |                                     | Linneateatern                 |
| 2002 | Kapten Moreen                            | Compagniet Anders Rydholm och Lasse Johanson                                                   |                                     | Linneateatern                 |
| 2005 | Stephen/Tony                             | Copacabana Barry Manilow, Bruce Sussman och Jack Feldman                                       |                                     | Linneateatern                 |
| 2008 |                                          | London - The Musical David Hynes, Steve Martin, Henrik Wikström, Jan Sjönneby och Chris Larner | Nigel Harvey                        | Filadelfiakyrkan, Stockholm   |
| 2008 |                                          | Billy The Kid John Martin Bengtsson och Björn Elmgren                                          | John Martin Bengtsson Björn Elmgren | Teaterborgen Strömbergshyttan |
| 2009 | John Brynteson                           | Guldkungen Dan Neidermyer, Sven Idar och Bengt Haslum                                          | Sune Tholin                         | Växjö teater                  |
| 2009 | Robin Hood                               | Robin Hood John Martin Bengtsson och Björn Elmgren                                             | John Martin Bengtsson Björn Elmgren | Teaterborgen Strömbergshyttan |
| 2009 | Enjolras                                 | Les Misérables Claude-Michel Schönberg, Alain Boublil och Herbert Kretzmer                     | Lisa Kent                           | Det Ny Teater                 |
| 2010 | Loke                                     | Jakten på Tors hammare John Martin Bengtsson och Björn Elmgren                                 | John Martin Bengtsson Björn Elmgren | Teaterborgen Strömbergshyttan |
| 2011 | Fiyero                                   | Wicked Stephen Schwartz och Winnie Holzman                                                     | Lisa Kent                           | Det Ny Teater                 |
| 2016 | Passarino Fantomen (cover) Raoul (cover) | The Phantom of the Opera Andrew Lloyd Webber, Charles Hart och Richard Stilgoe                 | Harold Prince                       | Cirkus, Stockholm             |
| 2017 | Raoul, Greve De Chagny                   | The Phantom of the Opera Andrew Lloyd Webber, Charles Hart och Richard Stilgoe                 | Tiina Puumalainen                   | Göteborgsoperan               |
| 2018 | Fantomen (alternerande)                  | The Phantom of the Opera Andrew Lloyd Webber, Charles Hart och Richard Stilgoe                 | Harold Prince                       | Det Ny Teater                 |
| 2019 | Gaston                                   | Skönheten och odjuret Alan Menken, Howard Ashman, Tim Rice och Linda Woolverton                | Linus Fellbom                       | Malmö Opera                   |